# Мулюково
Мулю́ково (рос. Мулюково) — село у складі Тоцького району Оренбурзької області, Росія.

## Населення
Населення — 69 осіб (2010; 133 у 2002).
Національний склад (станом на 2002 рік):
- татари — 92 %